# Jacques Delaplace
Pour les articles homonymes, voir Delaplace.
Jacques Delaplace, né le 24 juin 1767 à Vernon et mort le 3 février 1832 à Paris 3e, est un miniaturiste et aquarelliste français.

## Biographie
Élève de Chatelain et de Antoine Renou, de l’Académie de peinture, Delaplace est l’auteur de nombreuses miniatures et aquarelles.
Travaillant au 14 rue du Croissant, ses principales productions sont un portrait de Geneviève-Sophie Chevigny, danseuse de l’Opéra, dans le rôle-titre de Psyché ; celui de Marie-Adrienne Chameroy, première danseuse de l’Opéra, gravé par C. Noël ; puis une aquarelle représentant Fanchon la vielleuse gravée par Nicolas Schencker (d) , de Marie-Jeanne Lapeyrière tenant son fils sur ses genoux, du prince Cambacérès, du baron Foucher, général d’artillerie, du baron Percy, etc.